# Penetration
Penetration — британская панк-группа, образовавшаяся в 1976 году в Феррихилле, графство Дарем, Англия, и заимствовавшая название у одной из песен Игги Попа. Penetration распались в 1980 году и реформировались в новом составе в 2001.
«Don’t Dictate», дебютный сингл Penetration, специалисты относят к классике раннего панк-рока. Ту же репутацию имеет дебютный альбом Moving Targets (1978), согласно Allmusic, «стоящий в ряду последних истинно великих работ первой волны британского панк-рока»

 Критики отмечали «металлизированность» гитарного звука группы и вокал Полин Мюррей, которую сравнивали с Патти Смит, Сьюзи Сью и Поли Стайрин.

## История группы
Первый состав Penetration — Полин Мюррей, Роберт Блэмайр (англ. Robert Blamire), Гари Смоллман (англ. Gary Smallman) и Гари Чаплин (англ. Gary Chaplin) свой первый концерт дали в октябре 1976 года. Уже свой второй концерт квартет дал в первом отделении The Stranglers в Ньюкаслском City Hall. Группа нередко выступала в клубе The Roxy, в частности, 9 апреля 1977 года, вместе с Generation X.. Penetration гастролировали также с The Vibrators и Buzzcocks.
Первую известность группе принес в ноябре 1977 года сингл «Don’t Dictate». После второго релиза, «Firing Squad» (май 1978) группа в июле записала две подряд сессии для программы Джона Пила на BBC Radio 1.
В октябре вышел дебютный альбом Moving Targets, первые 15 тысяч тиража которого были отпечатаны на люминесцентном виниле. Альбом поднялся до #22 в UK Albums Chart, занял 6-е место в списке лучших альбомов года еженедельника Sounds и 13-е — в итоговых чартах Critics’ Choice журнала NME. При том, что альбом имел повсеместный успех, именно он предопределил быстрый закат многообещающей группы. Согласно Allmusic, «проблема состояла в том, что они променяли пусть свой не слишком умелый, но энергичный панк-рок на более 'зрелое' нововолновое звучание».
В 1979 году Penetration провели гастроли по Европе, США и Британии, но вскоре стали уставать от собственной активности. Второй альбом Coming Up For Air (#36 UK) был сдержанно встречен в прессе, и для группы это оказалось последней каплей. Уже После её распада вышел третий альбом Race Against Time: сборник ранних демозаписей и концертных треков.

## После распада
Некоторое время Мёрфи выступала с группой The Invisible Girls, где играл также Блэмайр, наряду с Вини Райлли (Durutti Column) и Джон Маэр, барабанщик Buzzcocks. Группа выпустила один альбом, записанный Мартином Хэннеттом. Но и в Invisible Girls успех обошел Мюррей стороной. Позже она перешла в мейнстрим, но (как пишет Дж. Дуган) так и осталась «одной из лучших неизвестных английских певиц».
Мюррей сотрудничала также с The Only Ones (трек «Fools»), эпизодически выступала с составом Pauline Murray and The Storm, куда входили Роберт Блэмайр, Тим Джонстон и Пол Харви. Блэмайр работал продюсером (в частности, записывал Scars (альбом Author! Author!, 1981).

## Дискография

### Альбомы
- Moving Targets (1978: V 2109) # 22 UK Albums Chart[13]
- Coming Up For Air (1979: V 2131) # 36 UK
- Race Against Time («официальный» бутлег) (1979: Virgin / Clifdayn PEN 1)

### Компиляции
- Don’t Dictate: The Best of Penetration (March 1995: CDOVD 450)

### Синглы
- «Don’t Dictate» / «Money Talks» (1977: VS 192)
- «Firing Squad» / «Never» (1978: VS 213)
- «Life’s A Gamble» / «V.I.P.» (1978: VS 226)
- «Danger Signs» / «Stone Heroes (Live)» (1979: VS 257)
- «Come Into the Open» / «Lifeline» (1979: VS 268)